# Celestus duquesneyi
Celestus duquesneyi é uma espécie de réptil da família Anguidae.
Apenas pode ser encontrada na Jamaica.